# سون جون (بازیکن بسکتبال)
سون جون (انگلیسی: Sun Jun؛ زادهٔ ۲۲ ژوئن ۱۹۶۹) بازیکن سابق و مربی بسکتبال اهل چین است. وی در بازی‌های المپیک تابستانی ۱۹۹۲، ۱۹۹۶ و ۲۰۰۰ شرکت کرده‌است.